# 버프 백웰

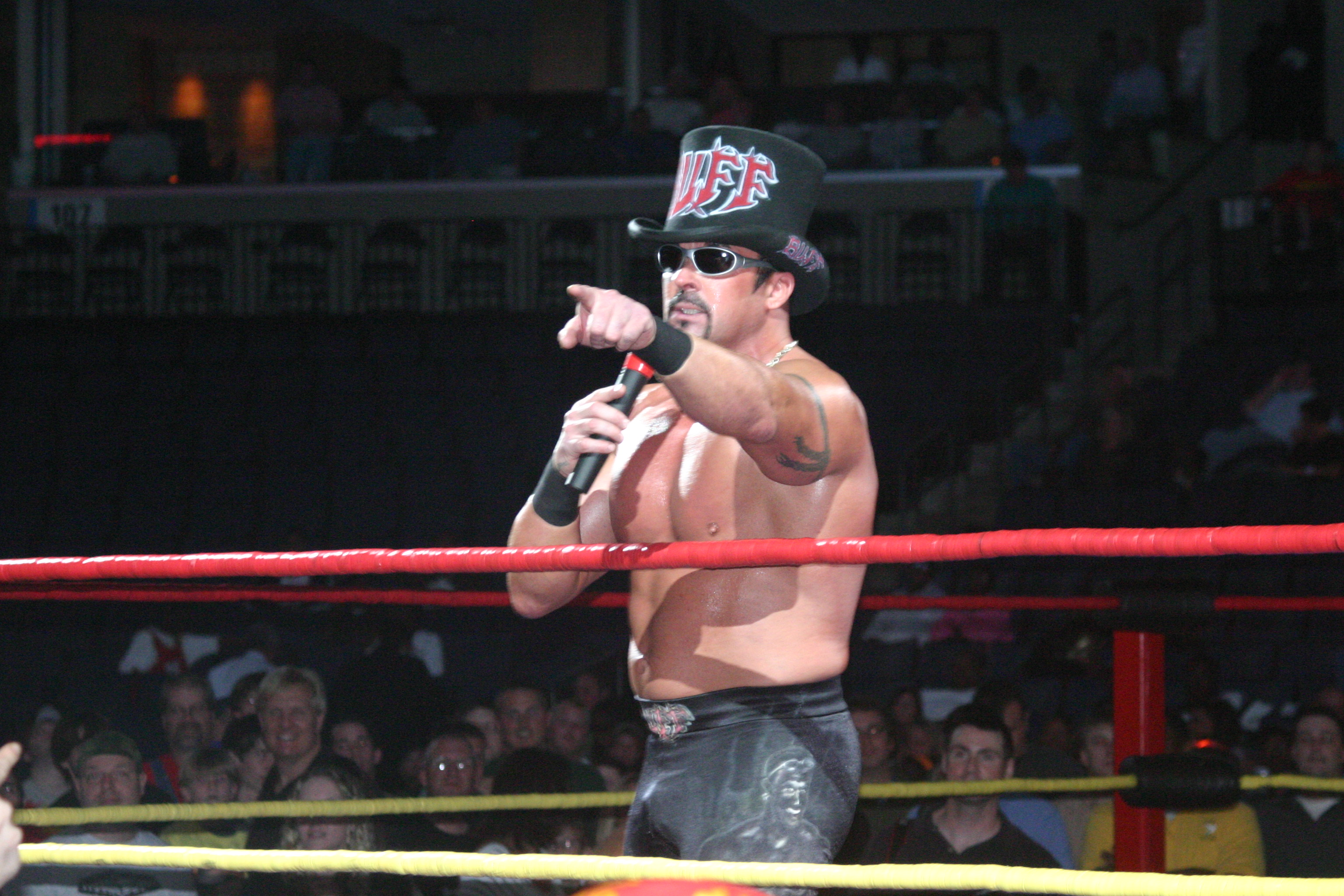
버프 백웰

마커스 알렉산더 백웰(영어: Marcus Alexander Bagwell, 1970년 1월 10일 ~ )은 미국의 프로레슬링선수로 버프 백웰(영어: Buff Bagwell)이라는 링네임으로도 잘 알려져 있다. 키는 184cm 몸무게는 108kg이다.